# Fédération hongroise d'athlétisme
La Fédération hongroise d'athlétisme (en hongrois Magyar Atlétikai Szövetség, MASz) est la fédération d'athlétisme de Hongrie, affiliée à l'Association européenne d'athlétisme et à l'IAAF dont elle est membre fondateur (créée en 1897 en Autriche-Hongrie, au sein du Magyar Atlétikai Club (MAC), avant même la Fédération autrichienne d'athlétisme).